# Пила 3D
«Пила 3D» (англ. Saw 3D) — фільм жахів 2010 року, знятий Кевіном Гротертом. Сьома стрічка в серії фільмів «Пила». У США фільм вийшов у прокат 29 жовтня 2010 року. В Україні показ стрічки був заборонений експертною комісією з питань розповсюдження і демонстрування фільмів при Міністерстві культури і туризму.

## Сюжет
Лоуренс Гордон, про долю якого не було відомо нічого з часів першої частини, відпилявши собі ногу, повзе довгим коридором. На шляху він зустрічає труби парового опалення; щоб уникнути смерті від втрати крові, він припікає рану, притуливши її до труби і кричить від сильного болю.
Далі показується «публічна» пастка, яку частково можна було побачити в трейлерах. За куленепробивним склом троє — двоє хлопців і дівчина, в яку обидва закохані. Хлопці прикуті до пристрою, який містить в собі 2 дискових пили з боків і одну зверху. Дівчина прикута до платформи, яка звисає прямо над третьою пилкою. Всі троє знайомі один з одним. Лялька Біллі, яка виїхала на дитячому велосипеді оголошує правила гри — дівчина маніпулювала хлопцями, через неї вони обидва порушили закон, і потрібно будь-яким способом розірвати цей трикутник. Щоб її врятувати, один з хлопців повинен убити іншого, зсунувши установку з пилами від себе. Натовп на вулиці нічим допомогти не може — за поліцією послали, але часу мало, скло розбити не вдається. Апарат включається, і пили розкручуються. Хлопці штовхають його один від одного, а дівчина на платформі, що поступово опускається, звертається до одного з них зі словами «я люблю тебе, убий іншого». Ці слова надають йому сил, і йому майже вдається зрушити пристрій практично до кінця, але лють і зло надають також сил і другому, і він відштовхує пили, завдаючи першого несмертельну рану. Дівчина, бачачи, що той, до кого вона зверталася, програє, звертається з тими ж словами до другого. Однак той, нарешті, розуміє, що навіть у цій ситуації їй плювати на них обох, що вона хоче тільки зробити собі краще. Хлопці домовляються нічого не робити, зсунувши пристрій до середини, і верхня дискова пилка розрізає дівчину навпіл.
Марк Гоффман позбавляється капкану (фінальна сцена з 6-ї частини), за чим спостерігає Джилл. У жаху від того, що її план не вдався і лякаючись помсти, вона тікає. Ослаблий від рани Марк перемотує зламану кисть руки ганчіркою, бере капкан і йде зашивати щоку, яку йому довелося порвати, щоб звільнитися з пастки. Поки він цим займається, по телевізору йде випуск новин, присвячений подіям в покинутому зоопарку і смерті Вільяма Істона, героя 6 частини.
Джилл йде в поліцейську ділянку і в обмін на недоторканність розповідає детективу Гібсону про те, хто насправді є Гоффман. Тим часом Марк розбиває свій телефон і готується почати нову гру.
Далі показано телешоу за участю Боббі Дагена, людину, якій, як всі думають, вдалося вижити в грі Пили. Щоб це зробити, йому нібито довелося увіткнути 2 металевих гака собі в грудні м'язи, щоб підтягнутися на ланцюгах до платформи. Гра зробила його популярним, він багатий, на нього працює багато людей, він написав книгу про свої пригоди, яку масово розкуповують.
Джилл сниться кошмарний сон, в якому вона виходить з поліцейської дільниці і помічає триколісний велосипед — атрибут ляльки Біллі. Далі на неї нападає Гоффман в масці свині, приковує її на шляху машини, що стоїть на рейках, яка розриває Джилл на частини.
Еван прокидається в машині на звалищі металобрухту. Він голий до поясу і приклеєний спиною до сидіння. Голос Пили з магнітофона говорить йому, що він і його дівчина і двоє його друзів — расисти, і за це вони повинні заплатити. Машина стоїть на домкратах, дівчина лежить під нею, а спереду і ззаду машини — прикуті хлопці. Голос говорить, що якщо Еван не відірветься від сидіння (тим самим усвідомивши, що, незважаючи на колір шкіри, усі люди всередині однакові) і не смикне за важіль, через 30 секунд машина впаде з домкрату. Плівка закінчується, заводиться двигун машини, Еван намагається з усіх сил, але не встигає — машина падає, роздавлюючи його подругу, їде по гаражу, вириваючи щелепу і руки прикутого за нею хлопця і збиваючи прикутого до дверей людини, виїжджає у двір, врізається, після чого Евана за інерцією відриває від сидіння і випадає назовні, від чого він миттєво гине.
Боббі влаштовує зустрічі тих, хто вижив в іграх Пили, серед яких Симона, Морган, Маллік і — несподівано — доктор Гордон. Даген показує свої шрами і каже, що навіть в цих випробуваннях є щось хороше — він став іншою людиною, з чим не згодна одна з учасниць клубу. Лоуренс Гордон знущально аплодує йому і просить привітати Боббі з «вдалою рекламою його нового DVD», причини подібної поведінки стануть зрозумілі трохи пізніше.
Після зустрічі хтось в масці нападає на Боббі і поміщає його в сталеву клітку, де починається його гра. Пила з екрану телевізора говорить причину його присутності тут — Боббі брехун, він ніколи не грав, ніколи не був у пастці, а все це придумав виключно заради наживи. Якщо він не встигне пройти випробування за годину, його дружина помре. Тим часом Гібсон і його напарник виїжджають на місце гри Евана, де знаходять капкан, який забрав із собою Гоффман, а Даген успішно вибирається з клітки, що висить над сталевим шипами. Гібсон знаходить на капкані відбитки пальців Джилл і дізнається, що вона намагалася вбити Марка. Він говорить їй, що будинок, в який він її помістив, безпечний, однак тут же йому приходить посилка з диском від Гоффмана, в якій він вимагає віддати йому Джилл, інакше загинуть ще багато людей. У цей час на звалищі машин відбувається вибух.
Друге випробування Дагена — Ніна, прес-аташе Дагена, поміщена в пристрій з 4-х штирів, які пронижуть їй горло, якщо не дістати ключ. Ключ у неї в шлунку на нитці, до якої також прив'язаний рибальський гачок. Боббі потрібно витягнути гачок, а дівчина не повинна кричати, бо в пристрої є датчики рівня звуку, і якщо він вищий шепоту — штирі починають наближатися. Даген щосили намагається врятувати Ніну, але вона не може не кричати від болю, і в підсумку вмирає.
Вийшовши з кімнати, Боббі виявляє примірник своєї книги. Під час флешбеку показана його зустріч з Джоном, який, будучи Пилою, прекрасно знає, що не піддавав його випробувань. Він звинувачує його у брехні шляхом натяків і обіцяє, що вони ще зустрінуться, а після йде, залишивши Дагену обкладинку його книги. Трупи зі звалища машин привозять в морг до Геффнеру для розтину.
Наступне випробування Боббі — спроба врятувати свого адвоката, Сюзанну. У разі провалу сталеві штирі пронижуть їй очі і рот. Боббі повинен заподіяти собі поранення, щоб врятувати її, і він намагається це зробити, але знову безуспішно.
Гібсон перевозить Джилл в поліцейську дільницю і садить її в камеру, вважаючи, що вже тут Марку до неї ніяк не добратися. Марк надсилає другий лист, з якого йому стає зрозуміло, де він був записано. Флешбек показує знайомство Гібсона з Марком, де проявляється жорстокість Гоффмана. Прийшовши туди, він з натяків Гоффмана розуміє, де той зараз і де йде гра, і прибуває туди з групою захоплення. На місці йому телефонують з ділянки і повідомляють звідки Гоффман надіслав е-мейл. Він повідомляє командиру спецназу, що йде брати Марка.
Дагена очікує наступне випробування — він повинен допомогти своєму другові, на якому пов'язка, що заважає йому бачити, пройти по дошках над підлогою другого поверху, що провалюється, і кинути йому ключ, який може відкрити замок, інакше лебідка, до якої прив'язаний його друг, запрацює і повісить його. Боббі справляється із завданням, але його друг не зміг зловити ключ, кинутий йому, і вмирає.
Пройшовши випробування, Боббі опиняється перед дверима, які ведуть до кімнати з його дружиною. Але на дверях кодовий замок, а цифри до нього витравлені у нього на зубах. Він вириває собі 2 зуба і відкриває замок.
Група захоплення наблизилася до Боббі на його крики, коли той виривав собі зуби, проте вони не зважилися йти напролом через другий поверх без підлоги, де зовсім недавно стрибав Боббі, намагаючись врятувати свого друга. Гібсон прибув на місце, де Марк знімав свої послання. На місці гри група пішла в обхід і бачить напис «Вас попереджали», а потім потрапляє під розповсюджувач газу і падає без свідомості, а Гібсон бачить людину в плащі. Думаючи, що це Гоффман, він підходить до неї і зриває капюшон з його голови. Але це не Марк, це тіло одного з расистів з пастки в машині. На екранах перед тілом показана поліцейська ділянка, і Гібсон розуміє, звідки Марк знав всі його кроки. Також до Гібсона доходить задум Гоффмана — він стежив за ними, це він влаштував вибух на звалищі, щоб у метушні витягнути труп расиста з мішка й самому лягти туди. Таким чином Марка привезли в морг поліцейської дільниці. Гібсон дзвонить туди і каже терміново покликати підкріплення, але вже надто пізно — Гоффман вибирається з мішка, вбиває патологоанатома Геффнера, жінку Палмер, що працює за комп'ютером, і інших поліцейських, що стоять на його шляху до Джилл, а Гібсона і його підручних розстрілює кулеметна турель, встановлена Марком.
Боббі бачить свою дружину, прикуту ланцюгом до платформи. У нього залишається ще трохи більше 4 хвилин, і голос з екрану каже, що для того, щоб врятувати її, йому потрібно всього лише зробити те, що він нібито вже робив — увіткнути гаки собі в груди і підтягти себе до стелі, де висять 2 дроти. Замкнувши їх, він закінчить свої випробування і врятує дружину.
Гоффман добирається до камери Джилл. Вона ранить його в шию і тікає. Джилл намагається сховатися, але у неї нічого не виходить. Марк б'є її по голові і садить на стілець, прив'язуючи її руки до підлокітників. Потім він одягає на неї капкан, який колись був на голові Аманди, і включає таймер, а сам, підійшовши до дверей, спостерігає. Джилл не може позбутися капкана, і пристрій розриває їй щелепи. За весь час це перша демонстрація роботи капкану.
Боббі намагається підтягнутися до проводів, йому це майже вдається, але в останній момент шкіра на його грудях рветься, і він падає на підлогу. Час, відведений йому, закінчується, і платформа перетворюється в мідний бак, в якому і згорає його дружина.
Марк йде, знищує всі сліди свого перебування і вже готовий почати нове життя, як раптом на нього нападають троє в масках свині. Один з них знімає маску — це Лоуренс Гордон. Як і передбачалося, він допомагав Джону у всіх випробуваннях, де потрібна була хірургія. Джилл віднесла йому конверт в клініку, роздрукувавши який, він знаходить відеокасету зі зверненням Джона. Той просить наглядати за Джилл, і в разі її смерті діяти негайно. В обмін на це, обіцяє Джон, у нього не залишиться секретів від доктора Гордона.
Гордон поміщає Гоффмана в ту саму ванну кімнату, де відбувалася його гра в першій серії, і приковує ланцюгом до труби, поруч із трупами Адама, Зеппа і Хав'єра. Прокинувшись, Марк намагається дотягнутися до ножівки, але Лоуренс відштовхує пилку від нього. Гордон бере її і зі словами «Я так не думаю» викидає в коридор. Не звертаючи уваги на крики Гоффмана, він зачинив двері, вимовляючи на прощання фразу «Гра закінчена» — Марк залишається в замкненій темній кімнаті, прикутий ланцюгом.

## У ролях
- Тобін Белл — Джон Крамер
- Костас Менділор — детектив Марк Гоффман
- Бетсі Рассел — Джил Так
- Кері Елвес — доктор Гордон
- Шон Патрік Фланері — Боббі Даґен
- Джина Голден — Джойс
- Честер Беннінгтон — Еван
- Лі Воннелл — Адам

## Кінокритика
Фільм отримав у цілому незадовільні оцінки від критиків. На сайті Rotten Tomatoes рейтинг «Пили 3D» становить 11 % (7 схвальних і 55 несхвальних відгуків).

## Факти
- Детектив Ерік Метьюз та лікар Лоуренс Гордон — єдині, хто вибрався із «ванної кімнати» (так званої пастки, присутньої з 1-3 фільмах). Єдиною різницею є те, що на відміну від першого — другий був помічником Джона Крамера («Конструктор смерті») і вижив до кінця всіх ігор маніяка.
- Це перший фільм, в якому з'являється «Публічна пастка».
- Фільм заборонений до показу на території України.[5]
- Це перший фільм, в якому показана смерть від так званого пристрою «Розривач щелепи». В інших частинах фільму, жертвам вдавалось зняти даний пристрій.